# Litrangomi
Litrangomi (gr. Λυθράγκωμη, tur. Boltaşlı) – wieś na Cyprze, w dystrykcie Famagusta. Położona jest na terenie republiki Cypru Północnego.